# Ophiomusium longispinum
Ophiomusium longispinum is een slangster uit de familie Ophiolepididae.
De wetenschappelijke naam van de soort werd in 1930 gepubliceerd door René Koehler.